# 湯里駅

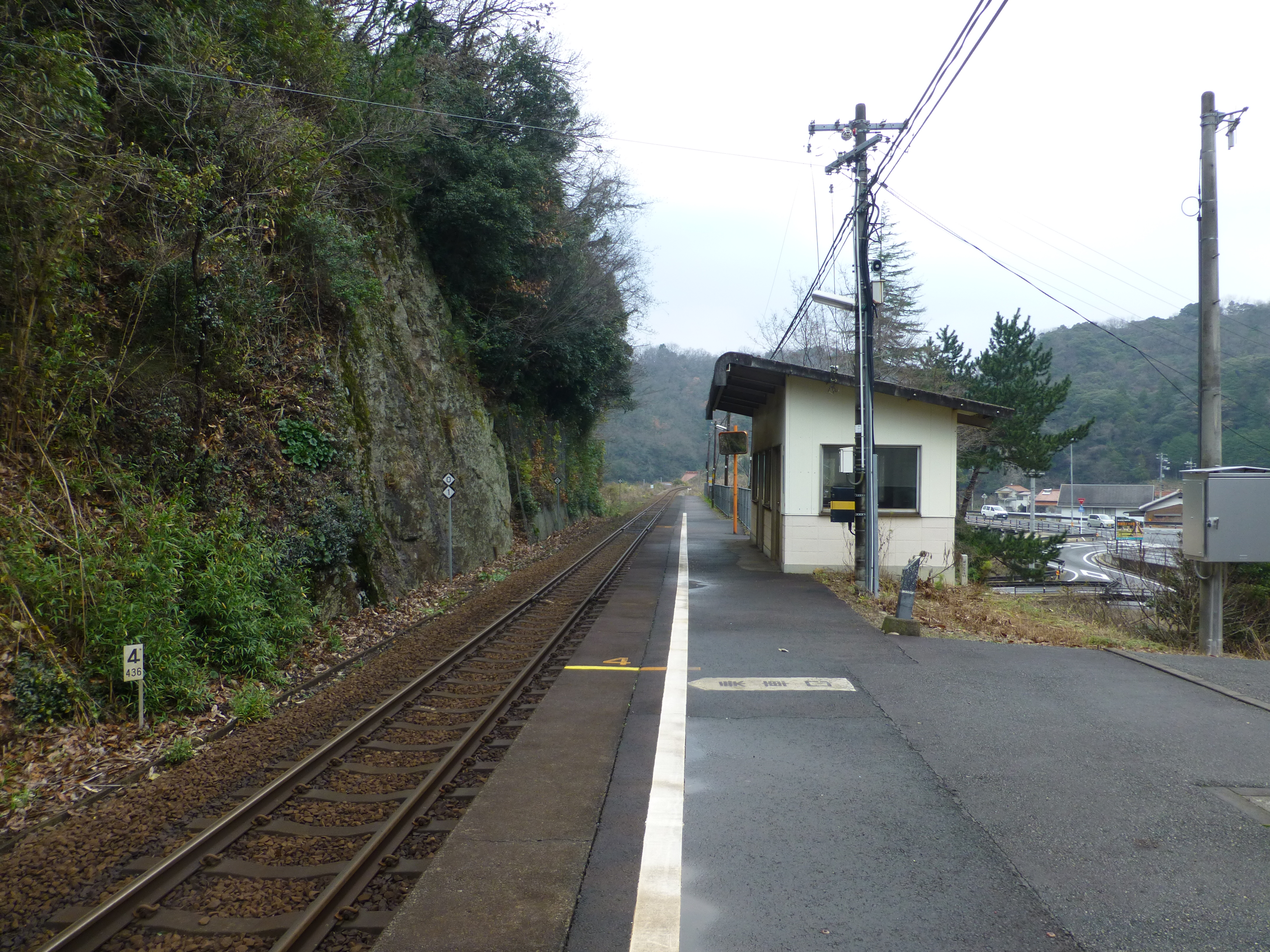
湯里駅のホーム

湯里駅（ゆさとえき）は、島根県大田市温泉津町湯里にある、西日本旅客鉄道（JR西日本）山陰本線の駅である。

## 歴史
- 1935年（昭和10年）5月1日：鉄道省山陰本線馬路駅 - 温泉津駅間に新設[1]。客貨取扱開始[3] 。
- 1961年（昭和36年）9月23日：貨物取扱廃止[1]。
- 1968年（昭和43年）6月1日：業務委託駅化（日本交通観光社受託）[4]。
- 1977年（昭和52年）6月20日：荷物扱い廃止[1]、無人駅化[2]。
- 1987年（昭和62年）4月1日：国鉄分割民営化に伴い、西日本旅客鉄道（JR西日本）の駅となる[1]。

## 駅構造
益田方面に向かって左側に単式ホーム1面1線を有する地上駅（停留所）。以前は木造駅舎として有名であったが、2004年に国道沿いに移転後、解体された。駅舎内には男女別水洗式トイレが併設されている。
浜田鉄道部管理の無人駅。以前はホーム上に乗車駅証明書発行機が設置されていた。
1959年までは山陰本線出雲市駅から益田駅間で唯一交換設備を持っていない駅であった。

## 利用状況
2022年度の1日平均乗車人員は7人である。2004年度は33人、1994年度は69人、1984年度は113人だった。
近年の1日平均乗車人員の推移は以下の通り。
| 乗車人員推移 | 乗車人員推移 |
| 年度         | 1日平均人数  |
| ------------ | ------------ |
| 1999         | 68           |
| 2000         | 55           |
| 2001         | 54           |
| 2002         | 46           |
| 2003         | 40           |
| 2004         | 33           |
| 2005         | 28           |
| 2006         | 33           |
| 2007         | 37           |
| 2008         | 32           |
| 2009         | 27           |
| 2010         | 25           |
| 2011         | 27           |
| 2012         | 24           |
| 2013         | 27           |
| 2014         | 19           |
| 2015         | 16           |
| 2016         | 15           |
| 2017         | 11           |
| 2018         | 8            |
| 2019         | 4            |
| 2020         | 5            |
| 2021         | 6            |
| 2022         | 7            |

## 駅周辺
湯里川沿いの集落の外れにある。なお、当駅周辺には温泉施設はない（隣の温泉津駅は温泉津温泉の最寄り駅である）。
- 湯里郵便局
- 大田市消防本部西部消防署
- 湯里まちづくりセンター（旧・大田市立湯里小学校）
- 国道9号
- 島根県道201号湯里停車場祖式線

## 隣の駅
西日本旅客鉄道（JR西日本）
 山陰本線
馬路駅 - 湯里駅 - 温泉津駅

#### 統計資料
1. ↑  “島根県統計書”. しまね統計情報データベース.   島根県政策企画局. 2025年2月4日閲覧。